# Castello di Chimay
Il Castello dei Principi di Chimay (in francese Château de Chimay) è un castello inserito in un contesto paesaggistico tra i più belli del Belgio, nella Valle de L'Eau Blanche.
Il castello è situato nella località di Chimay, una piccola cittadina di poco più di 10.000 abitanti conosciuta in particolare per la produzione della omonima birra da parte dei monaci dell'abbazia di Notre-Dame de Scourmont, la cui fondazione avvenne grazie ai principi.

## Storia

### Origini

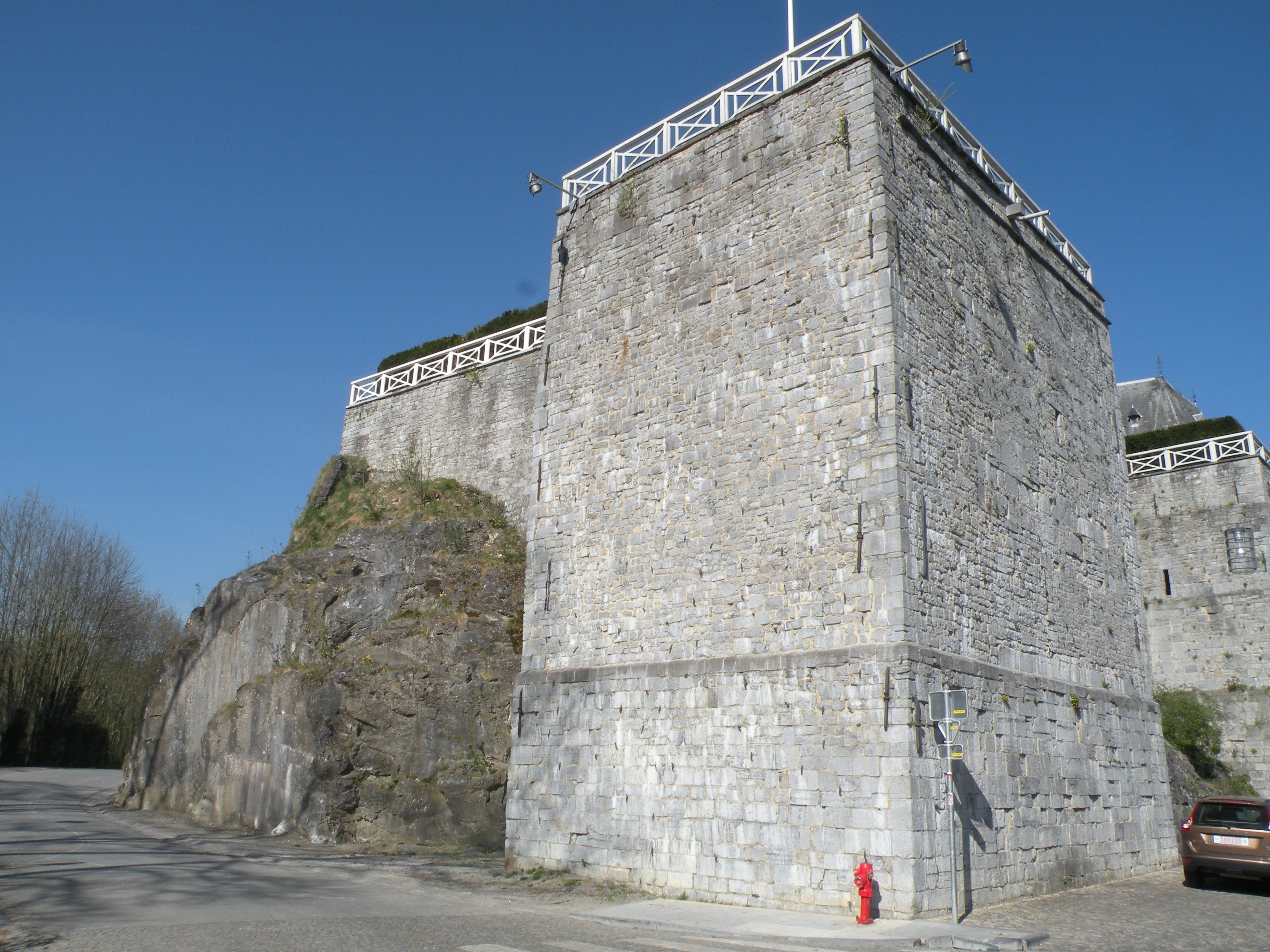
La prima struttura del Castello di Chimay

Nonostante la data di sicura edificazione del castello sia incerta, si pensa che la sua parte centrale, il torrione, sia stata costruita intorno all'anno 1000, periodo nel quale si sviluppò il primo insediamento urbano dell'odierna località.

### XV secolo

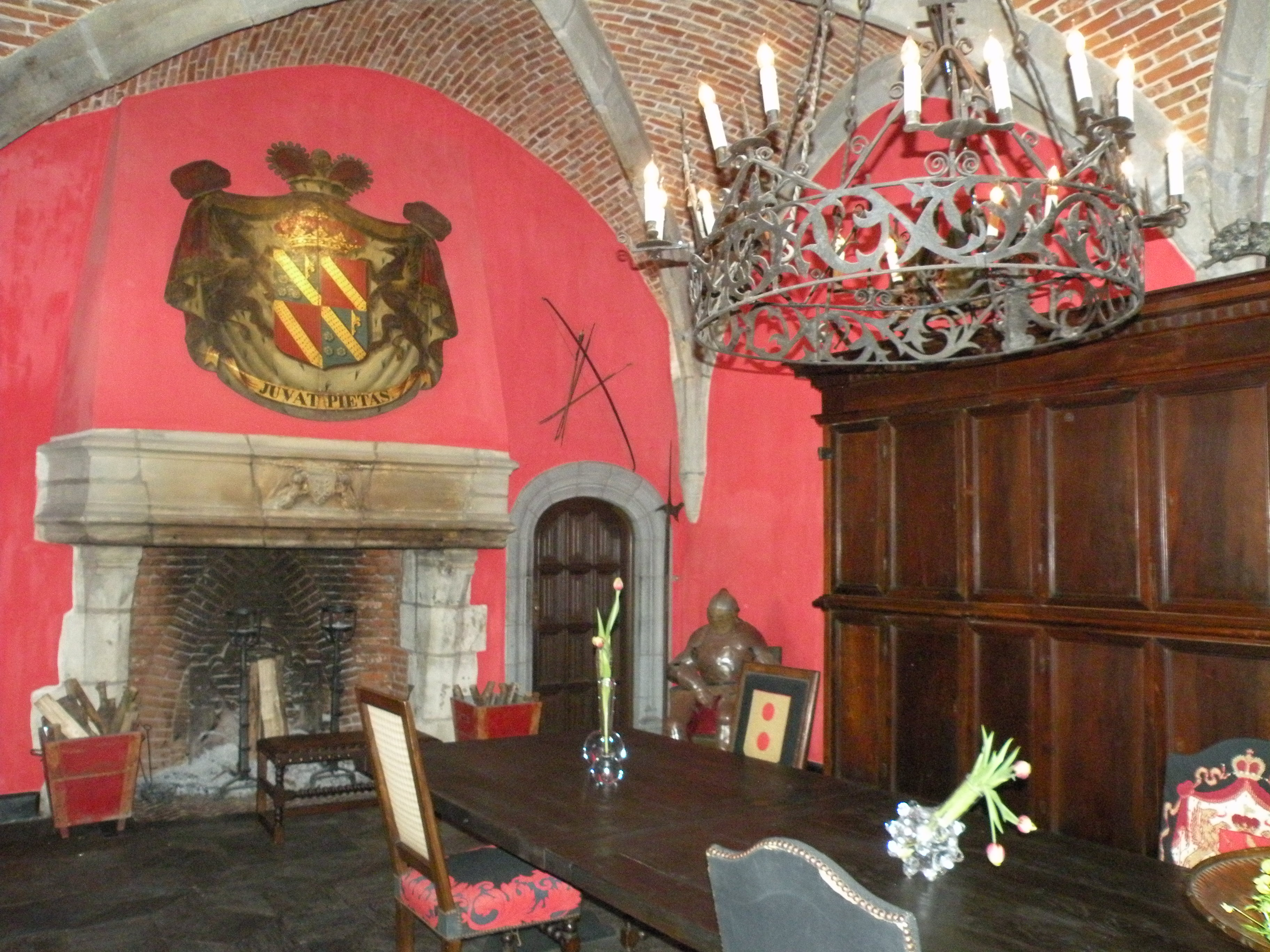
La Sala d'Armi

La presente struttura a pietra grigia venne edificata intorno al XV secolo. L'imperatore Massimiliano d'Austria nel 1486 trasformò la piccola contea di Chimay in un principato, in seguito visitato anche da Carlo V e Filippo II d'Asburgo.

### XVII secolo

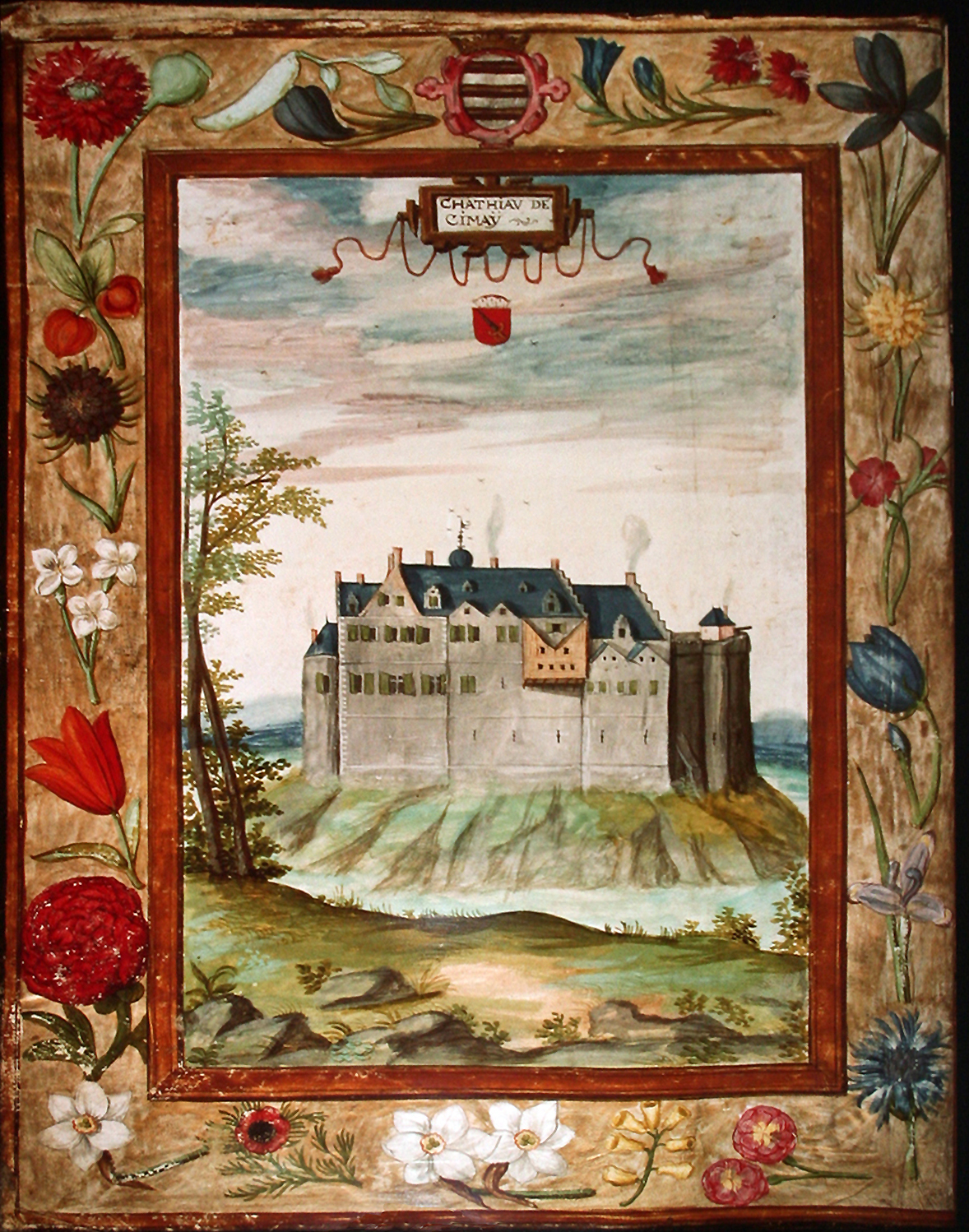
Il Castello di Chimay in un arazzo di inizio Seicento

Nel XVII secolo Charles III de Croÿ morì senza figli e il castello passò quindi alla sorella, moglie del principe Carlo d'Arenberg. La casato di Ligne-Arenberg, una delle più note dinastie aristocratiche del Belgio, rimase in possesso del castello fino al 1686, quando la mancanza di eredi maschi ne trasferì la proprietà a quella della famiglia (discendenti dei langravi dell'Alsazia) d'Henin Lietard.

### XVIII secolo

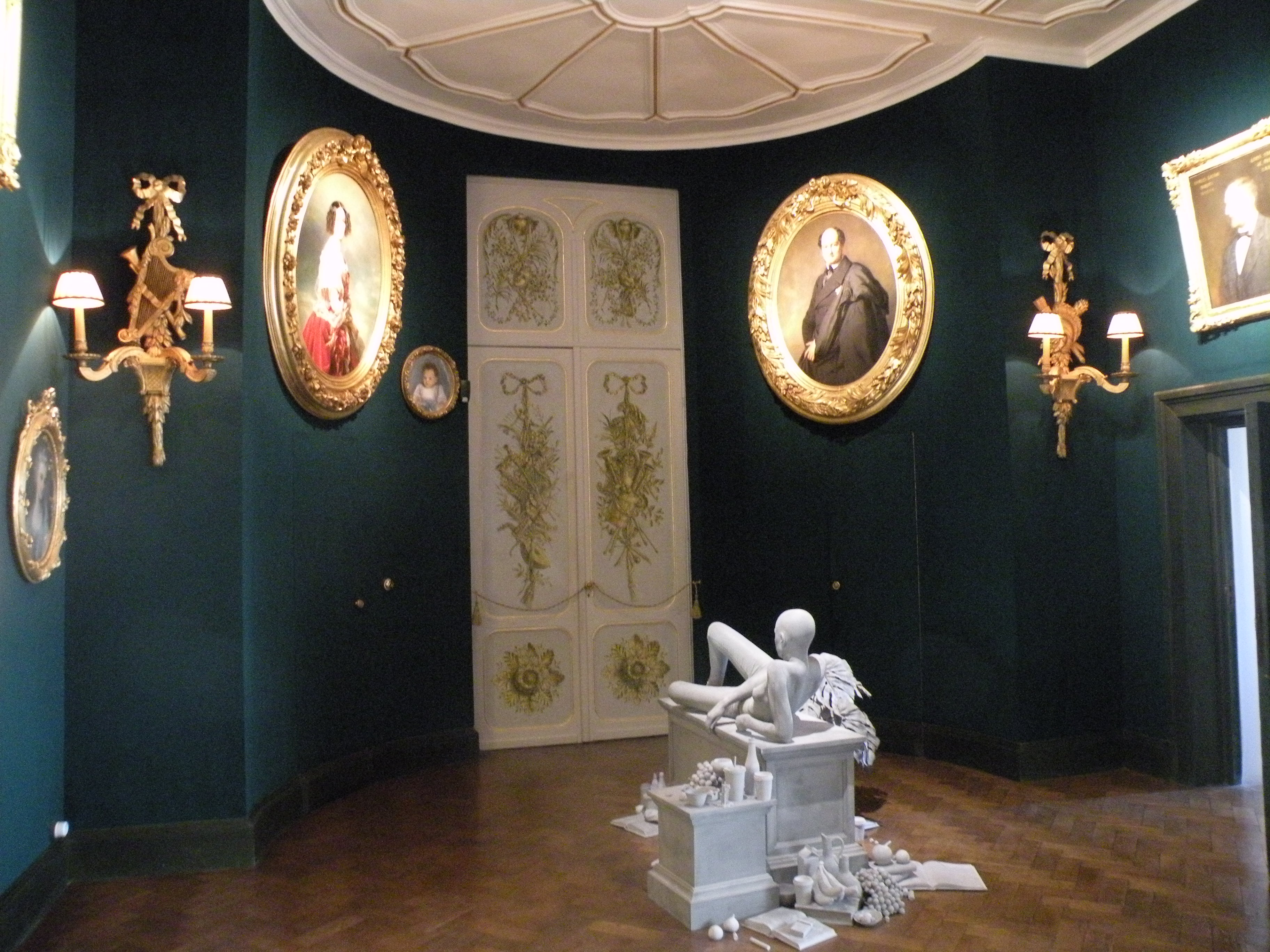
La Sala dei ritratti

Thomas d'Alsazia, il XIII principe di Chimay morì nel 1759 mentre sua moglie, dama della regina di Francia Maria Antonietta, morì sotto la ghigliottina nel 1794. Anche la cognata, la principessa Laura FitzJames (discendente diretta di re Giacomo II d'Inghilterra) fu dama di Maria Antonietta e una delle sue migliori amiche. Ancora oggi un appartamento di dodici stanze della Reggia di Versailles porta il nome dei Chimay, infatti prima della Rivoluzione Francese i principi risiedevano principalmente alla Corte di Francia. Nel 1750 la principessa Anne-Gabrielle d'Alsazia sposò il Marchese di Caraman Victor Maurice Riquet e furono i genitori di François-Joseph-Philippe de Riquet che, dopo l'estinzione degli Hénin-Liétard de Chimay, ne ereditò titoli e beni; sono i suoi discendenti a possedere ed abitare ancora oggi il castello, che viene infatti chiamato Castello dei principi di Chimay-Camaran.

### Epoca recente

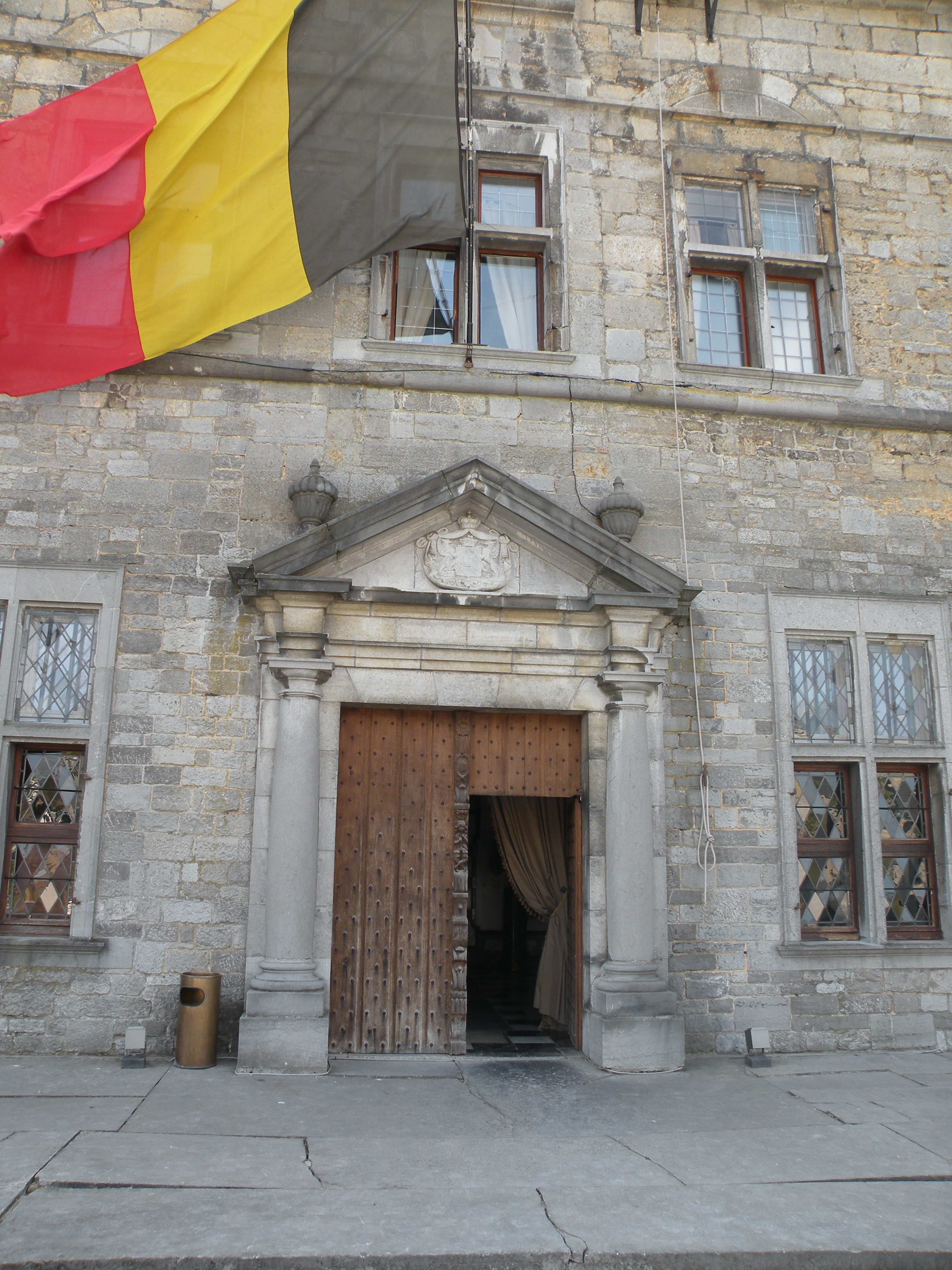
La bandiera del Belgio sopra l'entrata del Castello

L'attuale XXII Principe è Philippe de Riquet che occupa il castello insieme alla moglie Christine.
Il capofamiglia porta il titolo di Principe di Chimay mentre gli altri membri sono principi di Caraman-Chimay.

## Descrizione

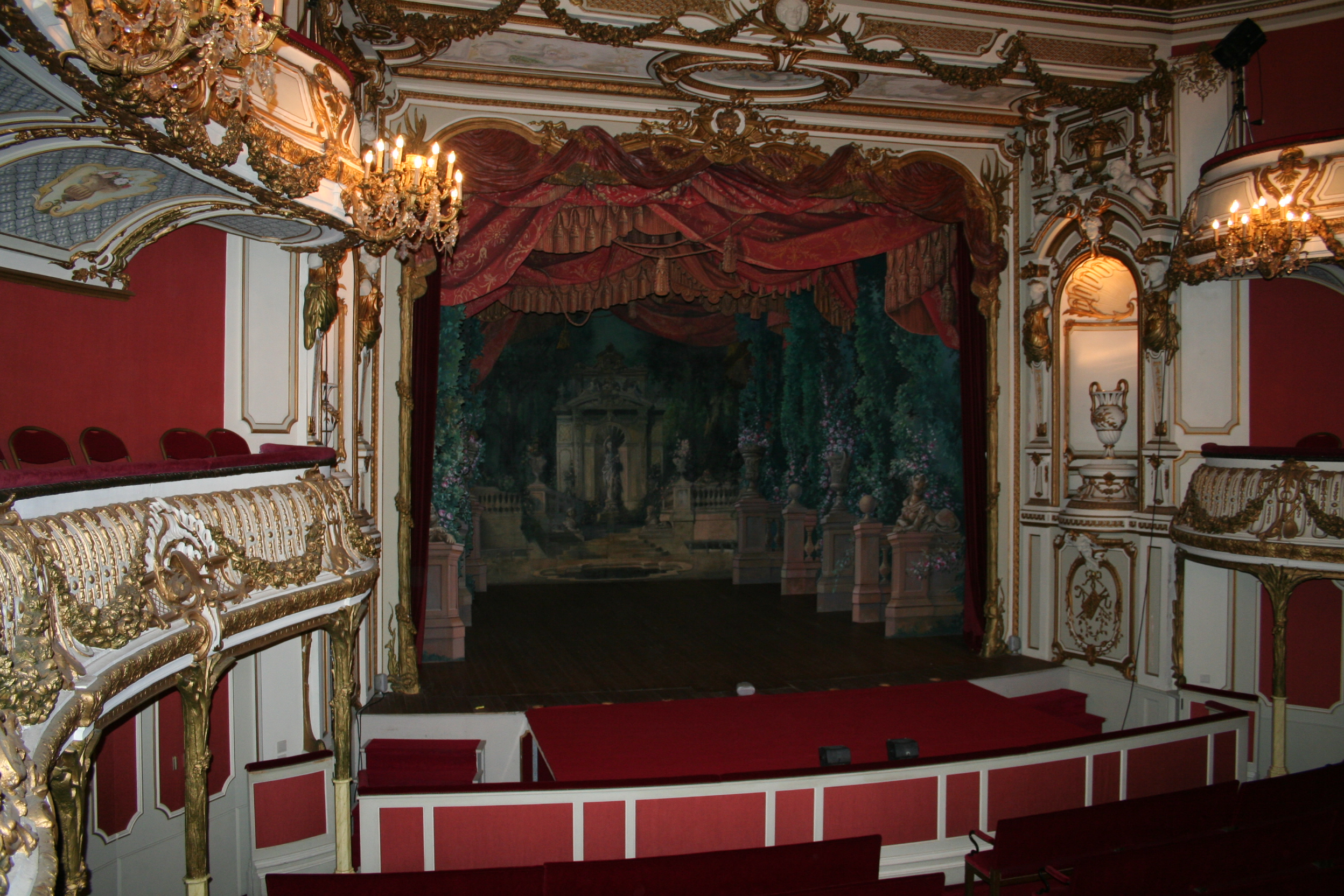
Il teatro barocco del Castello di Chimay

La struttura architettonica del castello presenta ancora oggi l'antica torre centrale e le volte ribassate, senza dubbio la parte architettonica di maggiore interesse, insieme al teatro in stile Rococò. Quest'ultimo fu costruito nel 1863, in sostituzione del precedente teatro, e decorato in uno stile simile a quello del castello di Fontainebleau; in esso si ammirano in particolare le ricche decorazioni del soffitto.

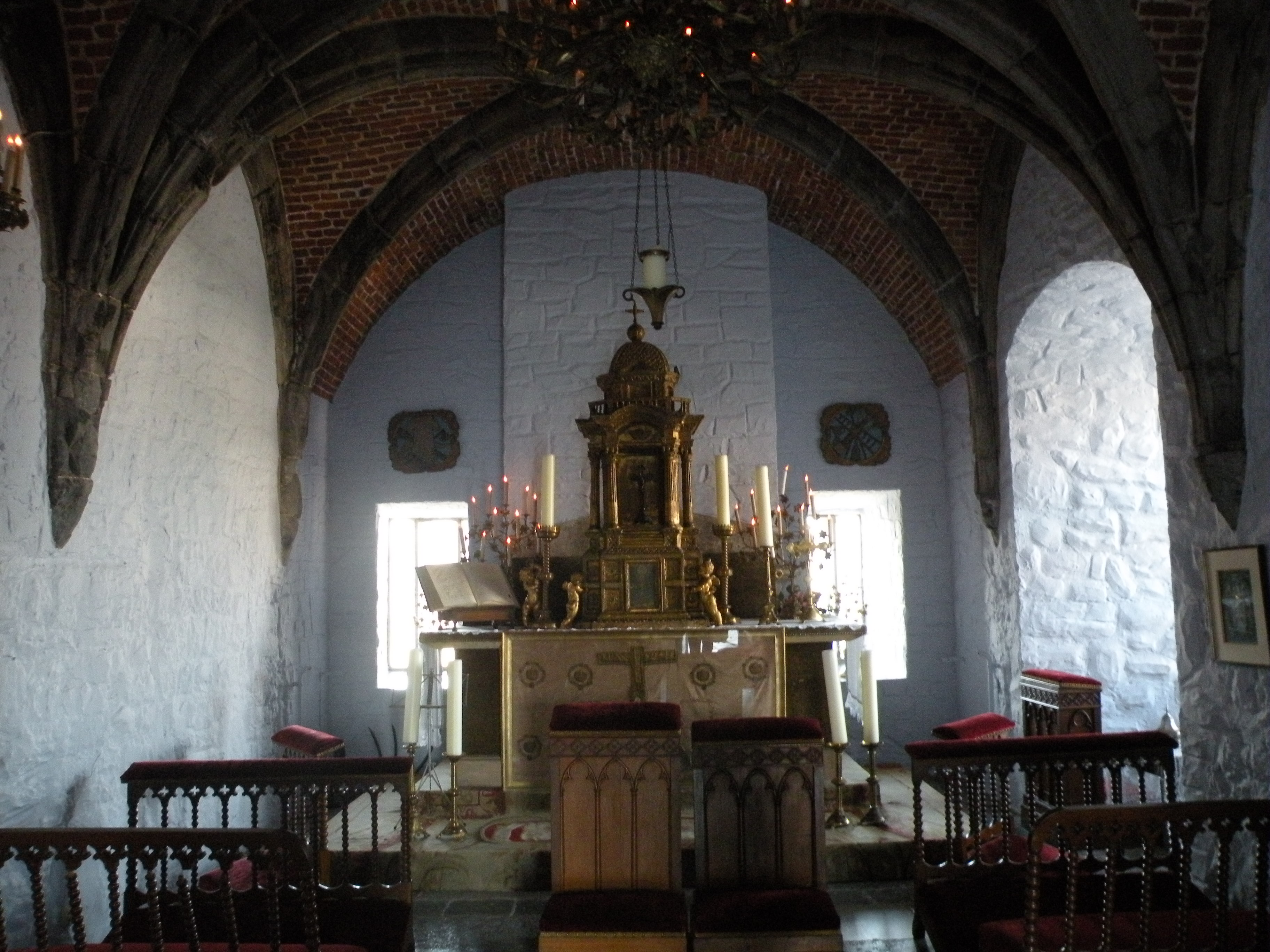
La cappella del Castello che si dice abbia ospitato la Sacra Sindone

Il teatro è oggi al centro dei numerosi eventi culturali che si tengono all'interno del castello, tra cui importanti concerti di musica classica, il Concorso internazionale di Canto Barocco che si tiene ogni anno nel mese di ottobre e il Festival di Musica Barocca, nel mese di giugno. La famiglia stessa ebbe buoni musicisti come Marie-Clotilde-Élisabeth Louise de Riquet che fu una delle più celebri pianiste del XIX secolo, e suo cugino il principe Joseph di Riquet de Caraman-Chimay che fu un buon violinista (anche se fu più famoso per essere un ministro degli esteri del Belgio) tanto che Franz Liszt gli dedicò una messa.  All'interno del castello si ammira inoltre la Salle des Gardes del XVI secolo con gli antichi soffitti a volta e con uno splendido pavimento di ardesie e una piccola cappella che si dice abbia ospitato la Sacra Sindone prima che venisse depositata a Torino.

## Parco

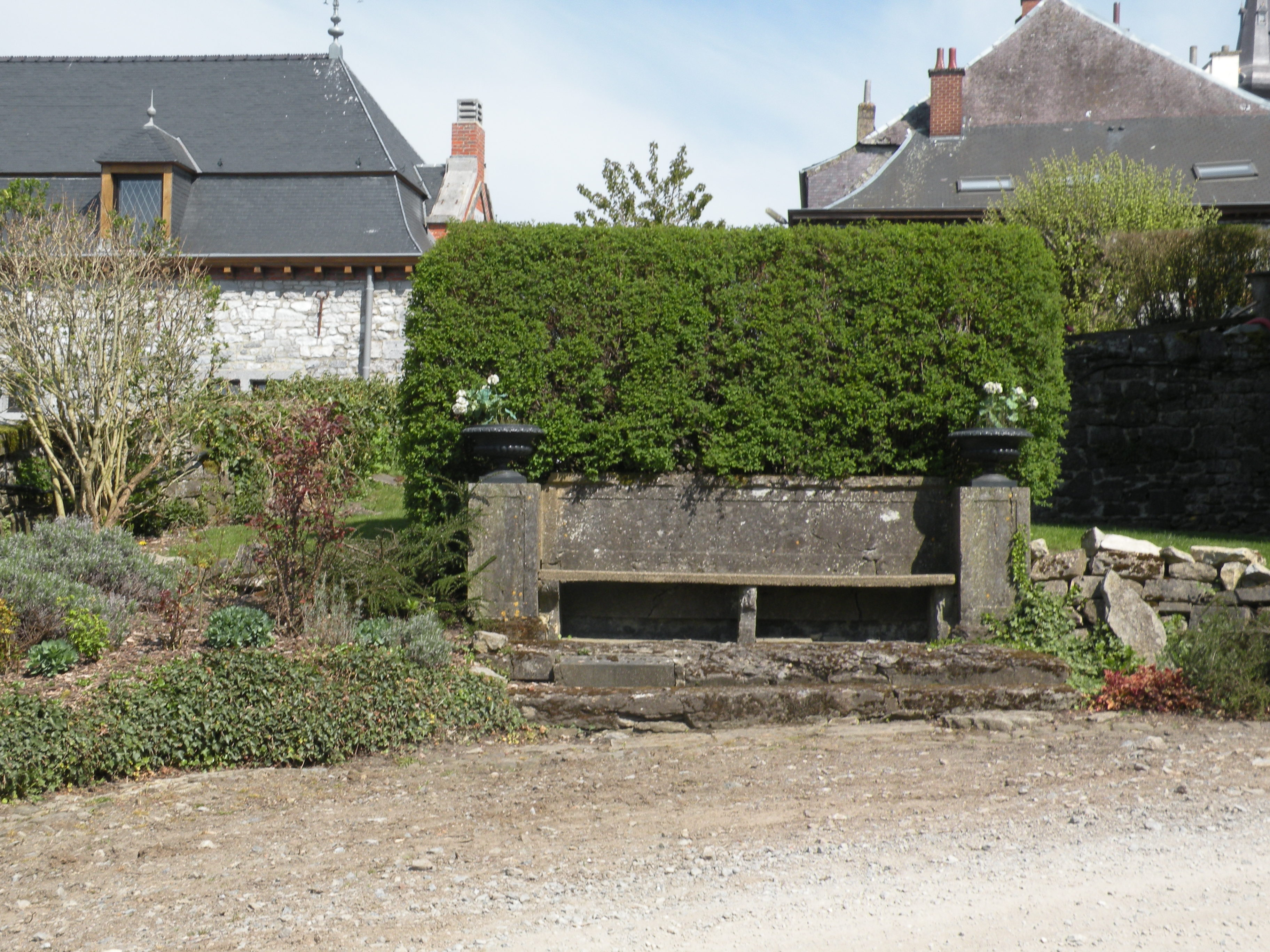
Un angolo del Parco del Castello

Il parco del Castello di Chimay è vasto 200 acri di verde natura e vinsi trovano giardini e orti di erbe mediche.